# Valle de Santibáñez
Valle de Santibáñez község Spanyolországban, Burgos tartományban. Valle de Santibáñez Alfoz de Quintanadueñas, Pedrosa de Río Úrbel, Isar, Susinos del Páramo, Las Hormazas, Huérmeces és Merindad de Río Ubierna községekkel határos. Lakosainak száma 479 fő (2024).

## Népesség
A település népessége az utóbbi években az alábbiak szerint változott:
| Lakosok száma | 612  | 572  | 564  | 561  | 560  | 513  | 494  | 500  | 482  | 479  |
|               | 2001 | 2004 | 2006 | 2009 | 2011 | 2014 | 2016 | 2019 | 2021 | 2024 |